# Hugo Wapperom
Hugo Wapperom (Den Haag, 1944) is een Nederlands voormalig honkballer, honkbalcoach en softbalcoach en huidig softballer en auteur.
Wapperom kwam in de jaren zestig en zeventig jarenlang uit als achtervanger voor het Haagse honkbalteam ADO. Na zijn actieve topsportloopbaan werd hij coach van het eerste team van zowel ADO als Storks. Met de vereniging Kokolishi werd hij Nederlands kampioen in het softbal.
Wapperom behaalde zijn MULO-diploma en daarna het HTS-diploma chemische techniek in Dordrecht. Daarna studeerde hij psychologie aan de Universiteit Leiden, waar hij in 1984 zijn doctoraal behaalde. Hij werkte vervolgens als psycholoog. In 2011 kwam zijn eerste in de geschiedkunde van Nederland gegronde roman De Spinvlieg uit, waarin de belevenissen van zijn ouders in de periode van voor tot na de Tweede Wereldoorlog zijn verwerkt. In 2012 publiceerde het literaire tijdschrift Extaze zijn essay Gedichte verhalen.
- Nederlandse Thesaurus van Auteursnamen: 33384307X
- Virtual International Authority File: 233056875